# Vladimirovo, Montana
Vladimirovo (în bulgară Владимирово) este un sat în comuna Boicinovți, regiunea Montana,  Bulgaria. 

## Demografie
Componența etnică a satului Vladimirovo
     Nicio identificare (6,95%)
     Bulgari (79,84%)
     Romi (13,2%)
     Turci (0%)
La recensământul din 2011, populația satului Vladimirovo era de 1.409 locuitori. Din punct de vedere etnic, majoritatea locuitorilor (79,84%) erau bulgari, cu o minoritate de romi (13,2%). Pentru 6,95% din locuitori nu este cunoscută apartenența etnică.